# 1950 ve fotografii

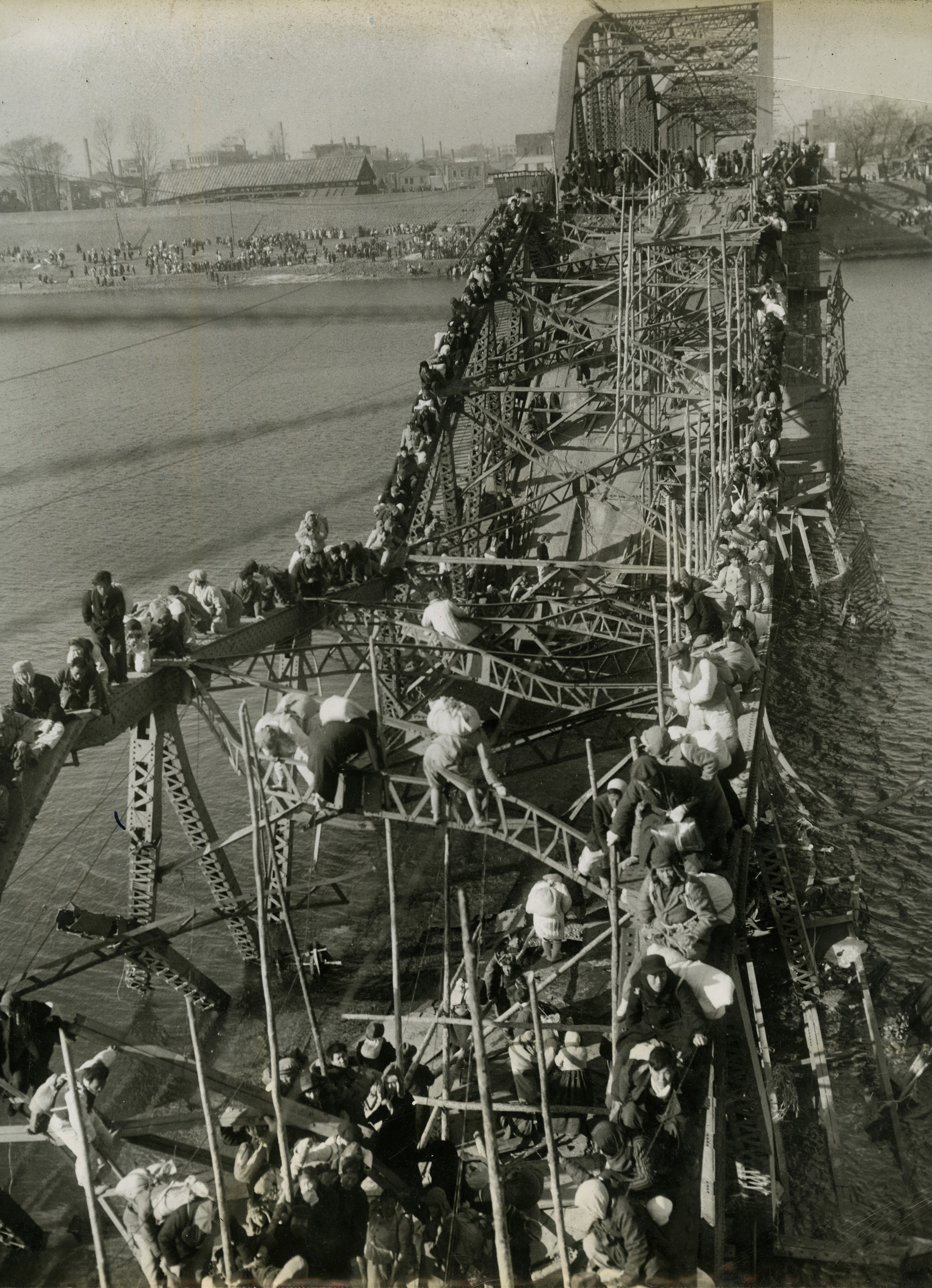
Max Desfor: Útěk uprchlíků přes rozbitý most v Koreji, 4. prosince 1950, vítěz Pulitzerovy fotografické ceny

Tento článek popisuje významné události roku 1950 ve fotografii.

## Události
- Založení Photokiny v Kolíně nad Rýnem.
- 4. prosince 1950 Max Desfor z Associated Press pořídil snímek Útěk uprchlíků přes rozbitý most v Koreji
- V Japonsku začal vycházet fotografický časopis Nippon Camera

## Ocenění
- Pulitzer Prize for Photography – Bill Crouch, Oakland Tribune, za snímek Near Collision at Air Show (fotografie).

## Narození v roce 1950
- 1. ledna – Teo Bee Yen, singapurský fotograf čínského původu
- 2. února – Éric Rondepierre, francouzský vizuální umělec, fotograf, spisovatel a tvůrce videí († 2. listopadu 2024)
- 18. února – Pentti Sammallahti, finský fotograf, vnuk fotografky Hildur Larssonové
- 24. února – Steve McCurry, americký dokumentární fotograf
- 5. března – Willy Matheisl, německý fotograf
- 11. dubna – Roger Ballen, jihoafrický fotograf amerického původu.
- 18. dubna – Isabelle Weingarten, francouzská herečka, modelka a fotografka († 4. srpna 2020)
- 26. dubna – Vlastimil Třešňák, český folkový písničkář, spisovatel, výtvarník a fotograf
- 3. května – Morten Krogvold, norský fotograf
- 5. května – Miroslav Hauner, český fotograf
- 5. května – Tuija Lindströmová, finsko-švédská fotografka, známá svými černobílými fotografiemi žen v černém jezeře, které se zabývají feministickými problémy († 26. prosince 2017)
- 10. května – Miroslav Sychra, fotograf a politik
- 10. května – Fernando Pereira, nizozemský fotožurnalista portugalského původu. († 10. července 1985)
- 10. května – Fernando Pereira, holandský fotograf († 10. července 1985)
- 21. května – Gladys, francouzský fotograf
- 27. června – Denise Grünstein, finský fotograf
- 1. července – Bohuslava Maříková, česká divadelní fotografka, ale také fotografka krajin a dětí
- 17. července – Stanislav Tůma, český fotograf († 14. září 2005)
- 20. července – Charlotte Hanmannová, dánská fotografka, malířka a grafička
- 28. července – Alena Lábová, česká fotografka, novinářka a vysokoškolská učitelka († 5. února 2019)
- 28. července – Neville Garrick, jamajsko-americký grafik a fotograf († 14. listopadu 2023)
- 15. srpna – Andres Serrano, americký fotograf, jehož tvorba přináší silné emoce, kontrasty i odhalování pokrytectví, autor snímku Piss Christ
- 26. srpna – Arlene Gottfried, americká fotografka († 8. srpna 2017)
- 12. září – Bernard Faucon, francouzský fotograf a umělec
- 25. září – Pavel Scheufler, publicista, historik fotografie a fotograf
- 6. října – John Fekner, americký umělec, skladatel a fotograf
- 6. října – Emmanuel Ciepka, francouzský fotograf
- 7. října – Václav Stratil, výtvarník, portrétní a výtvarný fotograf
- 8. října – Avi Ganor, izraelský umělec a fotograf
- 16. října – María Esther Galvisová, kolumbijská fotografka, profesorka na Národní univerzitě, známá prací s analogovou fotografií a kvalitou černobílých fotografií
- 19. října – Marie-Paule Nègre, francouzský fotograf
- 21. října – Chris Niedenthal, polský fotoreportér známý zejména díky fotografiím života v zemích za železnou oponou
- 23. října – Mičio Jamauči, japonský pouliční fotograf se zaměřením na humanistickou fotografii se sídlem v Tokiu
- 27. října – Pavel Brunclík, český fotograf
- 8. listopadu – Eliška Bartek, švýcarská malířka a fotografka českého původu
- 23. prosince – Brigitte Lacombe, francouzská fotografka
- 29. prosince – Raymond Reuter, lucemburský fotograf
- ? – Anna Beata Bohdziewiczová, polská fotografka, publicistka a kurátorka výstav, fotoreportérka Tygodnik Powszechny, Gazeta Wyborcza, The Independent, Zeszyty Literackie, Konteksty, online magazín Fototapeta.
- ? – John Fielder, americký krajinářský fotograf, spisovatel knih o přírodě a vydavatel († 11. srpna 2023)
- ? – Craig Owens, americký postmodernistický umělecký kritik, gay aktivista a feminista († 1990)
- ? – Dino Pedriali, italský fotograf († 11. listopadu 2021)
- ? – Marie Karenová, česká malířka, restaurátorka a fotografka
- ? – Seiiči Furuja, japonský fotograf a architekt
- ? – Stephan Loewentheil, americký antikvář a sběratel vzácných knih a fotografií
- ? – Marina Faustová, rakouská umělkyně a fotografka
- ? – Shelby Lee Adams, americký fotograf
- ? – Richard Cerf, francouzský fotograf, malíř a sochař
- ? – Élizabeth Prouvostová, francouzská fotografka, kameramanka a režisérka
- ? – Marcia Resnicková, americká fotografka a umělkyně, dokumentovala undergroundové umění a kulturu v centru Manhattanu v 70. a začátku 80. let, pořídila poslední snímky herce Johna Belushiho před jeho smrtelným předávkováním drogami v roce 1982 (21. listopadu 1950 – 18. června 2025)

## Úmrtí v roce 1950
- 4. ledna – Amalie Claussenová, dánská umělecká fotografka portrétů a krajin ze severu Jutska, po roce 1894 provozovala ateliér v Brønderslevu a od roku 1897 ve Skagenu (* 9. listopadu 1859)
- 4. února – Jan Bułhak, polský fotograf, etnograf a folklorista (* 6. října 1876)
- 6. února – Ina Liljeqvistová, finská fotografka působíc v Oulu (* 7. září 1849)
- 8. února – Anne Brigmanová, americká fotografka (* 3. prosince 1869)
- 31. března – Frits Geveke, nizozemský fotograf (* 25. února 1878)
- 8. dubna – Anthony Fiala, americký fotograf, kameraman, polárník, cestovatel a podnikatel českého původu (* 19. září 1869)
- 30. dubna – Charles Gaspar, belgický fotograf (* 31. ledna 1871)
- 12. května – Sheldon Dick, americký vydavatel, filmař a fotograf (* 1906)
- 11. srpna – Antonín Matějček, český historik umění (* 31. ledna 1889)
- 20. srpna – Eva Barrettová, britská portrétní a dvorní fotografka působící v Itálii (* 1879)
- 26. srpna – Yaakov Rosner, izraelský fotograf (* 1902)
- 26. srpna – Karel Novák, český fotograf a pedagog (* 7. ledna 1875)
- 6. října – Corine Ingelse, holandská portrétní fotografka (* 13. prosince 1859)
- 19. října – Frank Hamilton Nowell, americký fotograf (* 19. února 1864)
- 3. listopadu – William A. Fishbaugh, americký komerční fotograf (* 20. června 1873)
- 21. prosince – Paul Haviland, americký fotograf a spisovatel (* 17. června 1880)